# Sid Meier's Civilization
Sid Meier's Civilization of Civilization (Japans: シヴィライゼーション 世界七大文明") is een strategisch spel gemaakt door MicroProse en werd uitgebracht in 1991. Het spel wordt gespeeld door keuzes te maken over waar soldaten heen lopen, nieuwe steden worden gebouwd, welke technologieën worden onderzocht en wat er in steden wordt gebouwd. Voordat het spel begint kan de speler een volk kiezen om te besturen. Ieder volk wordt vertegenwoordigd door een bekende leider van dat volk.
Het spel wordt bediend met het toetsenbord en de muis.

## Gameplay
De speler speelt als een van de 14 beschavingen aanwezig in het spel:
| Kleur       | Beschavingen (staatshoofd)                 | Beschavingen (staatshoofd)                 |
| ----------- | ------------------------------------------ | ------------------------------------------ |
| Wit         | Romeinen (Julius Caesar)                   | Russen (Stalin)                            |
| Groen       | Babyloniërs (Hammurabi)                    | Zoeloes (Shaka)/Japanners (Tokugawa)       |
| Donkerblauw | Duitsers (Frederik)                        | Fransen (Napoleon)                         |
| Geel        | Egypte (Ramses)                            | Azteken (Montezuma)                        |
| Lichtblauw  | Amerikanen (Abraham Lincoln)               | Chinezen (Mao Tse Tung)                    |
| Oranje      | Grieken (Alexander)                        | Engelsen (Elizabeth I)                     |
| Grijs       | Indiërs (Mahatma Gandhi)                   | Mongolen (Gengis Khan)                     |
| Rood        | Barbaren -> slechts als computeraansturing | Barbaren -> slechts als computeraansturing |

Er kan gekozen worden om op willekeurig gegenereerde kaart te spelen of op een kaart die lijkt op de aarde, in dat geval hangt de startpositie af van de gekozen beschaving. De speler kan zelf een naam instellen voor de leider en voor elke gestichte stad, maar het spel geeft ook een suggestie gebaseerd op de gekozen beschaving. 
Het spel wordt gespeeld in beurten. De speler begint het spel met een stichter en kan dan zijn eerste stad te bouwen. In een stad kunnen gebouwen en nieuwe eenheden zoals soldaten, stichters en diplomaten worden geproduceerd. Iedere stad kan afzonderlijk van elkaar iets produceren. Wereldwonderen kunnen slechts op een plek gebouwd worden, dus als de beschaving die het eerst klaar is met bouwen zal het wereldwonder krijgen, daarna is het niet langer meer beschikbaar. Het is afhankelijk van de productie van de stad en de kosten van het gebouw of eenheid hoeveel beurten het duurt totdat het is voltooid.
Een ander belangrijk onderdeel is wetenschap. De speler kan ook kiezen welke technologie er moet worden ontwikkeld. Iedere technologie ontgrendelt weer andere eenheden, gebouwen of wereldwonderen. Ook ontgrendelt het weer nieuwe technologieën. In feite is hier al sprake van een technologieboom zoals die in latere games te zien is, al wordt die in dit spel niet gevisualiseerd en krijgt de speler alleen een lijst van de op dat moment beschikbare opties te zien. Een van de manieren om het spel te winnen is door met een ruimteschip naar Alpha Centauri te gaan. Hiervoor heeft de speler diverse geavanceerde technologieën nodig.
Een andere manier om het spel te winnen is door alle steden van de andere beschavingen te veroveren.

## Platforms
| Jaar | Platform                         |
| ---- | -------------------------------- |
| 1991 | DOS                              |
| 1992 | Amiga, PC-98                     |
| 1993 | Atari ST, Macintosh, Windows 3.x |
| 1994 | SNES                             |
| 1996 | PlayStation                      |

## Ontvangst
| Beoordeeld door                      | Platform    | Jaar | Score |
| ------------------------------------ | ----------- | ---- | ----- |
| Dragon                               | DOS         | 1992 | 100%  |
| PC Player (Duitsland)                | DOS         | 1994 | 91%   |
| PC Player (Duitsland)                | Windows 3.x | 1994 | 91%   |
| All Game Guide                       | Macintosh   | 1998 | 90%   |
| Power Play                           | DOS         | 1992 | 88%   |
| PC Games (Duitsland)                 | Windows 3.x | 1994 | 87%   |
| Joker Verlag präsentiert: Sonderheft | Atari ST    | 1993 | 83%   |
| Amiga Power                          | Amiga       | 1992 | 80%   |
| JeuxVideoPC.com                      | Windows 3.x | 2006 | 80%   |
| neXGam                               | SNES        | 2002 | 70%   |

## Trivia
- Het spel is opgenomen in het boek 1001 Video Games You Must Play Before You Die van Tony Mott.